# Блидари (Думитрешти)
Блидари (рум. Blidari) насеље је у Румунији у округу Вранча у општини Думитрешти. Oпштина се налази на надморској висини од 360 m.

## Становништво
Према подацима из 2002. године у насељу је живело 250 становника, од којих су сви румунске националности.